# Lherm (Lot)
Lherm – miejscowość i gmina we Francji, w regionie Oksytania, w departamencie Lot.
Według danych na rok 1990 gminę zamieszkiwały 232 osoby, a gęstość zaludnienia wynosiła 17 osób/km² (wśród 3020 gmin regionu Midi-Pyrénées Lherm plasuje się na 831. miejscu pod względem liczby ludności, natomiast pod względem powierzchni na miejscu 845.).